# Bolagisering
Bolagisering är den process där statliga tillgångar, såsom verk och myndigheter, omvandlas till statligt ägda bolag, för att införa bolagsstyrelser i driften av verksamheten. Bolagisering avser även en form av styrning av större bolag och den process som innebär att divisioner inom ett företag eller verksamhet görs om till ett aktiebolag.
Bolagiseringsprocessen föregår ibland en partiell eller fullständig försäljning av företaget (privatisering), genom att tidigare offentliga tillgångar eller verksamheter säljs eller ges till juridiska personer. En vanlig modell för bolagisering är att statliga institutioner marknadsanpassas för att sedan bedriva sin verksamhet som aktiebolag, oberoende av ägaren. Marknadsanpassningen kan ske genom att man separerar myndighetsansvar till en myndighet. Det här sker samtidigt som staten är majoritetsägaren och de olika enheterna bedriver sin verksamhet oberoende av den nationella regeringen. Det här konceptet är ett viktigt inslag i den socialistiska marknadsekonomin.
En bolagiserad verksamhet kan vara en tidigare icke-kommersiell verksamhet såsom skolor, sjukhus och universitet som omvandlas till bolag, eller som anammar de förvaltningsstrukturer, andra funktioner och beteenden som hör företagsdrift till. För att skapa lönsamhet kan verksamheterna upphandlas av myndigheter eller förvaltningar så att dessa betalar den lägstbjudande för att utföra verksamheten.